# Wilhelm Schwartz (Mikrobiologe)
Karl August Wilhelm Schwartz (* 4. Oktober 1896 in Kötzschenbroda; † 27. November 1987) war ein deutscher Botaniker, Mikrobiologe und Hochschullehrer.

## Leben und Werk
Er war der Sohn von Karl Schwartz und dessen Ehefrau Antoinette, geborene Saeger. Nach dem Besuch der Volksschule in Kötzenbroda wechselte er auf das Realgymnasium in Radebeul, wo er 1915 die Reifeprüfung ablegte. Danach begann er an der Universität Jena zu studieren, wurde aber im selben Jahr zum Kriegsdienst einberufen. Nach der Rückkehr aus dem Ersten Weltkrieg setzte er von 1919 bis 1920 sein Studium in Jena fort, wechselte dann für ein Jahr an die Universität Halle-Wittenberg und beendete 1922 sein Studium an der Universität München, wo er zum Dr. phil. promovierte. Nach Assistentenzeit in Marburg erfolgte 1927 seine Ernennung zum Regierungsbotaniker. An der Technischen Hochschule Karlsruhe habilitierte er sich und erhielt 1928 als Privatdozent den Lehrauftrag für Botanik und Mikrobiologie. 1934 wurde er zum außerplanmäßigen Professor ernannt. Nach dem Zweiten Weltkrieg verließ er Karlsruhe und ging 1948 als Professor nach Braunschweig. 1953 übersiedelte er in die DDR, wo er an der Universität Greifswald zum Professor mit Lehrstuhl erhielt. 1963 wurde er emeritiert. Nachdem er bereits 1961 in die USA gereist war, ließ er sich nach der Emeritierung in den USA nieder, wo er 1965 Leiter einer Forschungsgruppe Geomikrobiologie in Tallahassee, Florida, wurde.

## Schriften (Auswahl)
- Grundriss der Allgemeinen Mikrobiologie. Teil 1, Berlin 1949.
- Grundriss der Allgemeinen Mikrobiologie. Teil 2, Berlin 1949.
- (mit Adelheid Müller): Methoden der Geomikrobiologie. Berlin 1958.
- Grundriss der Allgemeinen Mikrobiologie. Teil 1, 2., verb. Aufl., Berlin 1960.
- Grundriss der Allgemeinen Mikrobiologie. Teil 2, 2., verb. Aufl., Berlin 1961.